# Folcoïdeus
Els folcoïdeus (Pholcoidea) són una superfamília d'aranyes araneomorfes. Està constituïda per tres famílies d'aranyes:
- Diguètids (Diguetidae)
- Fòlcids (Pholcidae)
- Plectrèurids (Plectreuridae)

Les dues primeres, diguètids i fòlcids, són d'aranyes amb sis ulls. Els plectrèurids en tenen vuit.

## Filogènia

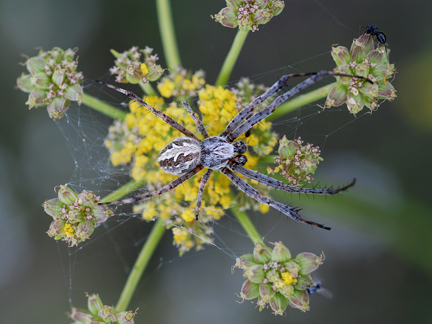
Diguetia canities

Un estudi filogenètic basat en la morfologia ha demostrat un suport feble per al monofiletisme del grup, a diferència d'una hipòtesi anterior que proposava que dues de les famílies, Diguetidae i Plectreuridae, s'havien de separar en una superfamilia més gran, els sicarioïdeus (Sicarioidea). Les famílies dels folcoïdeus es col·loquen dins les haplogines, aranyes amb estructures copuladores més senzilles que altres araneomorfs. La filogènia interna del grup es mostra en el següent cladograma:
|  | Pholcidae                                                    |
|  |                                                              |
|  | \| \| Diguetidae \| \| \| \| \| \| Plectreuridae \| \| \| \| |
|  |                                                              |
|  | Diguetidae                                                   |
|  |                                                              |
|  | Plectreuridae                                                |
|  |                                                              |

|  | Diguetidae    |
|  |               |
|  | Plectreuridae |
|  |               |